# Jurinella minuta
Jurinella minuta là một loài ruồi trong họ Tachinidae.